# Ноида
Ноида, или Нойда (англ. Noida — акроним от New Okhla Industrial Development Authority — «администрация промышленного развития Новой Окхлы», хинди नोएडा, Nōēḍā) — город в индийском штате Уттар-Прадеш, часть агломерации Дели. Администрация для управления территорией нового города была основана 17 апреля 1976 года. Хотя административным центром округа Гаутамбудхнагар, к которому относится город, является Сураджпур, в Ноиде расположена часть правительственных офисов округа.
Город расположен в 20 км от Нью-Дели, его границами являются реки Джамна и Хиндон и города Дели и Гхазиабад. Население города в 2001 году составляло около 300 тыс., а в 2011 году, по переписи, достигло 642 381 человека, большинство из которых работает в Дели. Собственно город является центром аутсорсинга информационных технологий, автомобильной промышленности, киноиндустрии, телевидения и торговли.

Имеется метрополитен